# Cao Hongwei
Cao Hongwei, bekannt auch als Martin Cao, (chinesisch 曹宏伟, Pinyin Cáo Hòngwěi; * 17. Februar 1993 in Hunan) ist ein chinesischer Automobilrennfahrer. Er gewann 2014 die britische Formel-3-Meisterschaft.

## Karriere
Cao begann seine Motorsportkarriere 2008 im Formelsport. Er wurde Meister der China-Kategorie der Formel Ford Campus. Darüber hinaus wurde er Dritter der asiatischen Formel Renault Challenge. Darüber hinaus absolvierte er zwei Gaststarts in der pazifischen Formel BMW. 2009 trat Cao in der pazifischen Formel BMW an. Mit einem fünften Platz als bestem Ergebnis beendete er die Saison auf dem zwölften Gesamtrang. 2010 wechselte Cao zum FRD Racing Team und kehrte in die asiatische Formel Renault Challenge zurück. Er blieb zwei Jahre in dieser Meisterschaft, bestritt aber nie eine vollständige Saison. 2010 gewann er bei sechs Teilnahmen fünf Rennen und wurde einmal Dritter. 2011 nahm er an zwei Rennen teil und wurde einmal Zweiter.
2012 wechselte Cao nach Europa und trat für Fortec Motorsports in der BARC Formel Renault an. Während sein Teamkollege Seb Morris Meisterschaftsdritter wurde, erreichte Cao mit einem vierten Platz als bestem Ergebnis den 14. Platz in der Fahrerwertung. In der anschließenden Winterserie gewann Morris den Titel, während Cao mit einem zweiten Platz als bestem Resultat den fünften Gesamtrang erreichte. 2013 bestritt Cao seine zweite Saison in der BARC Formel Renault für Fortec Motorsports. Er gewann ein Rennen und stand vier weitere Male auf dem Podium. Er beendete die Saison auf dem vierten Platz der Fahrerwertung, während sein Teamkollege Weiron Tan Gesamtzweiter wurde. Im anschließenden Herbst-Cup erreichte Cao hinter seinem Teamkollegen Ben Barnicoat den zweiten Rang.
2014 blieb Cao bei Fortec Motorsports und wechselte in die britische Formel-3-Meisterschaft. Bei den ersten sieben Rennen gelangen ihm sieben zweite Plätze in Folge. Im 13. Rennen gewann er erstmals. Insgesamt entschied er sechsmal die internationale Klasse für sich. Mit 285 zu 283 setzte er sich am Saisonende gegen seinen Teamkollegen Matt Rao durch und gewann die Meisterschaft. Darüber hinaus bestritt Cao für Fortec Motorsports 2014 ein Rennwochenende in der europäischen Formel-3-Meisterschaft. 2015 trat Cao für Fortec Motorsports in der europäischen Formel-3-Meisterschaft an. Nach dem fünften Rennwochenende verließ er die Meisterschaft vorzeitig. Ein 15. Platz war sein bestes Ergebnis.
Seit 2016 stitt Cao in Sportwagenrennen an.

## Statistik

### Karrierestationen
| - 2008: Formel Ford Campus, China (Meister) - 2008: Asiatische Formel Renault Challenge (Platz 3) - 2009: Pazifische Formel BMW (Platz 12) - 2010: Asiatische Formel Renault Challenge (Platz 4) | - 2011: Asiatische Formel Renault Challenge (Platz 21) - 2012: BARC Formel Renault (Platz 14) - 2012: BARC Formel Renault, Winterserie (Platz 5) - 2013: BARC Formel Renault (Platz 4) | - 2013: BARC Formel Renault, Herbst-Cup (Platz 2) - 2014: Britische Formel 3 (Meister) - 2014: Europäische Formel 3 - 2015: Europäische Formel 3 |

### Einzelergebnisse in der europäischen Formel-3-Meisterschaft
| Jahr | Team               | Motor    | 1   | 2   | 3   | 4   | 5   | 6   | 7   | 8   | 9   | 10  | 11  | 12  | 13  | 14  | 15  | 16  | 17  | 18  | 19  | 20  | 21  | 22  | 23  | 24  | 25  | 26  | 27  | 28  | 29  | 30  | 31  | 32  | 33  | Punkte | Rang |
| ---- | ------------------ | -------- | --- | --- | --- | --- | --- | --- | --- | --- | --- | --- | --- | --- | --- | --- | --- | --- | --- | --- | --- | --- | --- | --- | --- | --- | --- | --- | --- | --- | --- | --- | --- | --- | --- | ------ | ---- |
| 2014 | Fortec Motorsports | Mercedes | SIL | SIL | SIL | HO1 | HO1 | HO1 | PAU | PAU | PAU | HUN | HUN | HUN | SPA | SPA | SPA | NOR | NOR | NOR | MOS | MOS | MOS | SPI | SPI | SPI | NÜR | NÜR | NÜR | IMO | IMO | IMO | HO2 | HO2 | HO2 | 0      | –    |
| 2014 | Fortec Motorsports | Mercedes |     |     |     |     |     |     |     |     |     |     |     |     |     |     |     |     |     |     |     |     |     |     |     |     |     |     |     | DNF | 24  | 20  |     |     |     | 0      | –    |
| 2015 | Fortec Motorsports | Mercedes | SIL | SIL | SIL | HO1 | HO1 | HO1 | PAU | PAU | PAU | MNZ | MNZ | MNZ | SPA | SPA | SPA | NOR | NOR | NOR | ZAN | ZAN | ZAN | SPI | SPI | SPI | POR | POR | POR | NÜR | NÜR | NÜR | HO2 | HO2 | HO2 | 0      | –    |
| 2015 | Fortec Motorsports | Mercedes | 23  | 17  | 23  | 18  | 18  | 21  | 21  | 16  | 24  | 14  | 17  | 15  | 20  | 20  | 17  |     |     |     |     |     |     |     |     |     |     |     |     |     |     |     |     |     |     | 0      | –    |